# Cebu-shamalijster
De cebu-shamalijster (Copsychus cebuensis) is een vogelsoort uit de familie van de vliegenvangers. De vogel werd in 1890 door de Amerikaanse ornitholoog Joseph Beal Steere beschreven. Het is een bedreigde, endemische vogelsoort, want deze shamalijster komt alleen voor op het Filipijnse eiland Cebu.

## Kenmerken
De vogel is 20 cm lang. Het is een vliegenvanger van gemiddelde grootte en is geheel zwart met een blauwachtig gloed erdoorheen. De vleugelveren zijn wat valer van kleur. Het vrouwtje verschilt weinig van het mannetje, maar wat doffer en meer grijs gekleurd.

## Verspreiding en leefgebied
De cebu-shamalijster is te vinden in de tropische laaglandregenwouden, struikgewasgebieden en plantages van Cebu. De soort is op verscheidene locaties op het eiland waargenomen. De belangrijkste daarvan zijn Central Cebu Protected Landscape, de bossen van Alcoy en Argao en het een gebied met voornamelijk strukikgewas bij Casili in Consolacion.

## Status
De cebu-shamalijster heeft een beperkt verspreidingsgebied en daardoor is de kans op uitsterven aanwezig. De grootte van de populatie werd in 2016 door BirdLife International geschat op 670 - 3300 volwassen individuen en de populatie-aantallen nemen af door habitatverlies. Het leefgebied wordt aangetast door ontbossing waarbij natuurlijk bos wordt gekapt voor de productie van houtskool, verder wordt het bos gebruikt voor zwerflandbouw en menselijke bewoning. Op het eiland is nog maar drie km² waarvan slechts 10% echt geschikt als leefgebied. Om deze redenen staat deze soort als bedreigd op de Rode Lijst van de IUCN.